# Дрештедт
Дрештедт (нім. Drestedt) — громада в Німеччині, розташована в землі Нижня Саксонія. Входить до складу району Гарбург. Складова частина об'єднання громад Голленштедт.
Площа — 5,71 км2. Населення становить 790 ос. (станом на 31 грудня 2021).